# Histoire d'un peintre
L’Histoire d’un peintre (絵師草紙, Eshi no sōshi) est un emaki datant de l'époque de Kamakura (1185-1333), probablement à la fin du XIIIe siècle ou au XIVe siècle. Il s'agit d'une anecdote sarcastique sur la vie d'un peintre pauvre dans le Japon médiéval qui rejoint le chemin du bouddhisme après diverses péripéties. L’œuvre fait partie du trésor impérial et est exposée au musée des collections impériales.

## Art des emaki
Apparu au Japon grâce aux échanges avec l’Empire chinois, l’art de l’emaki se diffusa largement auprès de l’aristocratie à l’époque de Heian (794–1185). Un emaki se compose d’un ou plusieurs longs rouleaux de papier narrant une histoire au moyen de textes et de peintures de style yamato-e. Le lecteur découvre le récit en déroulant progressivement les rouleaux avec une main tout en le ré-enroulant avec l’autre main, de droite à gauche (selon le sens d’écriture du japonais), de sorte que seule une portion de texte ou d’image d’une soixantaine de centimètres est visible. La narration suppose un enchaînement de scènes dont le rythme, la composition et les transitions relèvent entièrement de la sensibilité et de la technique de l’artiste. Les thèmes des récits étaient très variés : illustrations de romans, de chroniques historiques, de textes religieux, de biographies de personnages célèbres, d’anecdotes humoristiques ou fantastiques…

## Historique
L’auteur n’est pas connu, tout comme la date de création. Une fourchette large situe probablement l’œuvre dans la seconde moitié du XIIIe siècle ou la première moitié du XIVe siècle. L’emaki fait partie du trésor impérial depuis son don à l’empereur Meiji par Tokugawa Iesato en 1887. Il est exposé au musée des collections impériales.

## Description

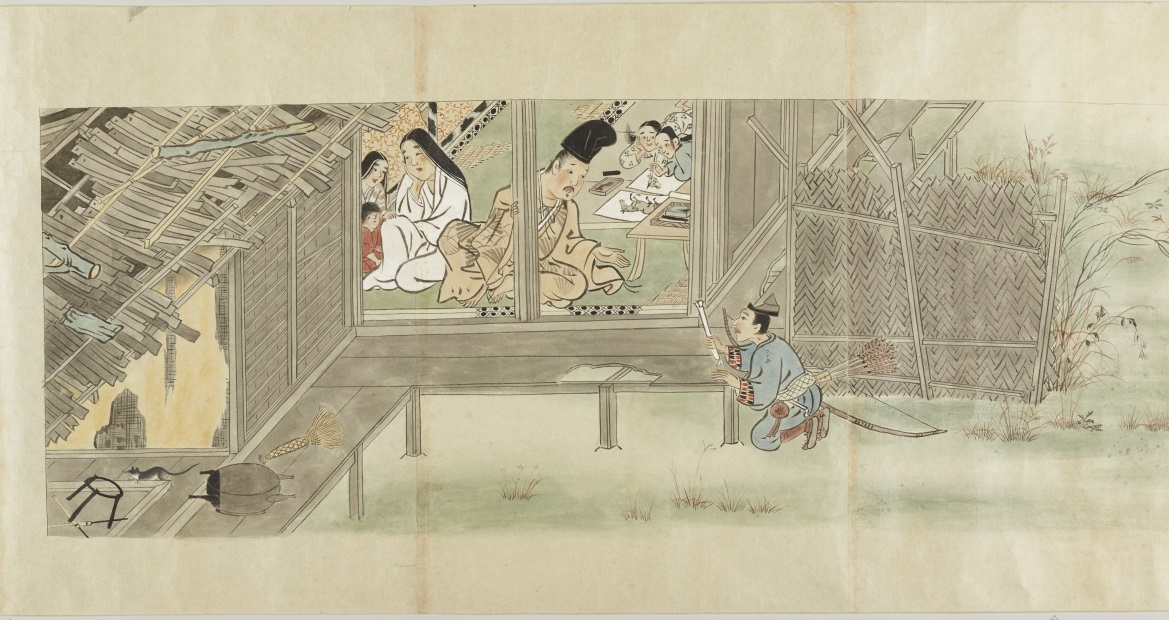
Deuxième peinture (copie du XIXe siècle par Kanō Seisen'in).

L’emaki se compose d’un rouleau de papier (30 × 788 cm) présentant de trois sections (trois textes et trois peintures), dont le début du premier texte est perdu. Ces sections narrent une anecdote à la fois tragique et sarcastique sur la vie d’un artiste pauvre travaillant à la cour impérial :
1. Au début du récit, l’artiste et ses amis célèbrent sa bonne fortune dans un banquet très arrosé, car il vient de recevoir un domaine dans l’ancienne province d'Iyo.
2. Malheureusement, il apprend que son domaine à Iyo a été usurpé par un clan local et qu’il ne peut en tirer aucun revenu, le plongeant plus que jamais dans la pauvreté.
3. Il essaye d’obtenir gain de cause à la cour, sans succès. Lassé, il abandonne et décide d’embrasser le bouddhisme et envoie son fils dans un temple pour en faire un moine. Le texte final stipule que le peintre a raconté sa propre histoire.

L’auteur propose une caricature sociale tangible notamment sur la scène de beuverie dans une large demeure, qui illustre peut-être la vie dissolue des gens de la capitale. En plus de l’aspect humoristique et populaire, la religion apparaît comme un élément important, par le renoncement à l’aisance matérielle et la dévotion finale au bouddhisme,. L’Histoire d’un peintre occupe une place particulière dans l’art des emaki de par son récit fort différent des autres œuvres connues.

## Style

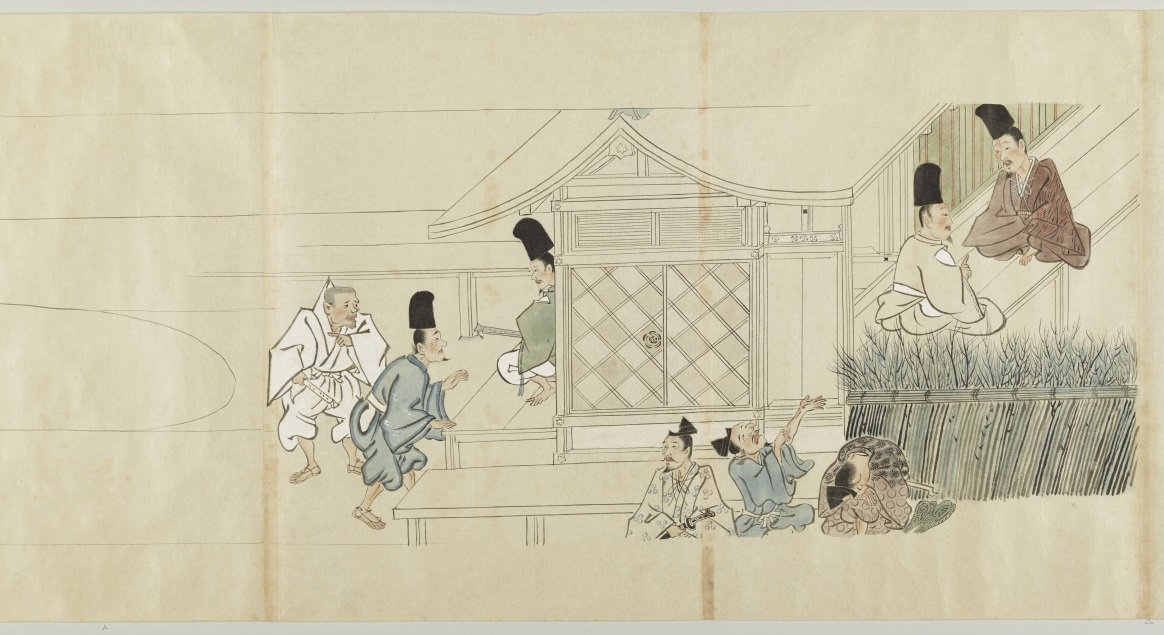
Troisième peinture (copie du XIXe siècle par Kanō Seisen'in).

Le style des peintures est très expressif, avec des lignes à l’encre épaisse,. Les personnages de tout âge y sont fortement individualisés et l’expression de leur visage trahit de façon claire leur état (ivresse, joie, désespoir...), ce qui confère à l’ensemble une impression de réalisme caractéristique des portraits de l’époque de Kamakura (nise-e),. Le réalisme est aussi évident dans la représentation de la misère, le peintre montrant son dénuement et le délabrement de sa maison sans embage.
La composition typique des emaki ne respecte pas les proportions ni la perspective, au contraire, l’importance est accordée à la représentation des personnages et de leurs sentiments auxquels le décor est subordonné. Le peintre varie aussi les points de vue pour faire évoluer le récit : dans la première section, la peinture d’abord le peintre apprenant la bonne nouvelle de l’obtention d’un domaine vue de dessus, puis dans la pièce voisine de la maison, de face, la fête bat son cours. Ainsi le changement de pièce et d’angle suggère aussi l’évolution temporelle du récit et le changement d’atmosphère.
Les calligraphies sont réalisées dans un style libre faisant écho aux lignes à l’encre employées dans les peintures, si bien que le peintre et le calligraphe sont peut-être la même personne, ce qui serait plutôt inhabituel.

## Copies
Il existe plusieurs copies dans des musées ou organismes publics :
- Musée national de Tokyo[12]
- Bibliothèque nationale de la Diète[13]
- Musée de l'Histoire et de la Culture d'Ehime[14]
- Musée préfectoral d'histoire de Hyōgo[15]
- Université Waseda[16]
- Asian Art Museum de Tokyo[17]